# Campionato del mondo F.I.S.A. di Subbuteo 1986 - Categoria seniores
Il "5th F.I.S.A. World Championships" di Subbuteo (Calcio da tavolo) di Atene in Grecia.
Fasi di qualificazione ed eliminazione diretta della Categoria Seniores.
Per la classifica finale vedi Classifica.
Per le qualificazioni delle altre categorie:
- Juniores

## Primo turno

### Girone 1
- Y. Bin Amir  -  M. Yajiema 13-0
- Y. Bin Amir  -  William Boschma 2-2
- M. Yajiema  -  William Boschma 0-18

### Girone 2
- Renzo Frignani  -  Derek Baglietto 9-3
- Renzo Frignani  -  Pedro Rodrigues 2-1
- Derek Baglietto  -  Pedro Rodrigues 2-1

### Girone 3
- Gerhard Ecker  -  B. Savage 5-2
- Gerhard Ecker  -  Neil Hanna 4-1
- B. Savage  -  Neil Hanna 2-0

### Girone 4
- Nasos Fotopoulos  -  Kevin Dyson 2-1
- Nasos Fotopoulos  -  G. Christoforou 2-1
- Kevin Dyson  -  G. Christoforou 2-1

### Girone 5
- Willy Hofmann  -  Patrick Pace 5-0
- Willy Hofmann  -  John McGiffen 2-1
- Patrick Pace  -  John McGiffen 2-4

### Girone 6
- Bruno Goset  -  Christophe Fuseau 3-3
- Arturo Martinez  -  M. Monk 2-0
- Bruno Goset  -  Arturo Martinez 3-0
- Christophe Fuseau  -  M. Monk 6-1
- Christophe Fuseau  -  Arturo Martinez 3-3
- Bruno Goset  -  M. Monk 7-1

## Quarti di Finale

### Girone 1
- Renzo Frignani  -  Gerhard Ecker 4-3
- Renzo Frignani  -  B. Savage 11-0
- Gerhard Ecker  -  B. Savage 9-0

### Girone 2
- Bruno Goset  -  Nasos Fotopoulos 2-0
- Bruno Goset  -  Christophe Fuseau 3-2
- Nasos Fotopoulos  -  Christophe Fuseau 1-7

### Girone 3
- Y. Bin Amir  -  William Boschma 4-3
- John McGiffen  -  William Boschma 2-2
- Y. Bin Amir  -  John McGiffen 1-4

### Girone 4
- Willy Hofmann  -  Kevin Dyson 6-1
- Willy Hofmann  -  Derek Baglietto 5-0
- Kevin Dyson  -  Derek Baglietto 4-4

## Semifinali
- Willy Hofmann  -  Bruno Goset 2-1
- Renzo Frignani  -  John McGiffen 4-1

## Finale 3º/4º posto
- Bruno Goset  -  John McGiffen 4-3

## Finale 1º/2º posto
- Renzo Frignani  -  Willy Hofmann 2-5